# Яненко, Николай Николаевич
Николай Николаевич Яне́нко (22 мая 1921, Каинск, Ново-Николаевская губерния — 16 января 1984, Новосибирск, СССР) — выдающийся советский математик, геометр и механик.
Академик АН СССР, действительный член АН СССР по отделению механики и процессов управления, академик Академии наук СССР с 1970 года. Герой Социалистического Труда. С 1977 года — иностранный член Американского института по аэронавтике и астронавтике. В 1976—1984 годах — директор Института теоретической и прикладной механики СО АН СССР.

## Биография
Родился в семье члена РКП(б), бухгалтера Николая Павловича Яненко и Натальи Борисовны Чёрненькой, для которой это был второй брак (первый муж погиб в Первую мировую войну; от первого брака было трое детей). В 1923 году семья переехала в Новониколаевск. В 1927 году Николай Павлович Яненко умирает от тифа в Семипалатинске, куда был переведён для работ по коллективизации. В 1939 году после окончания с золотой медалью средней школы в Новосибирске Н. Н. Яненко поступил на физико-математический факультет Томского государственного университета. В связи с условиями военного времени курс обучения в университете был сокращён до трёх лет. Н. Н. Яненко окончил университет с отличием в 1942 году, получил специальность «учитель математики». Сохранилось высказывание о нём профессора физико-математического факультета Захара Ивановича Клементьева, преподававшего математический анализ:

Николай Яненко был идеальный студент. Со своими прекрасными способностями, богатыми знаниями, часто превышающими учебный курс, он никогда не выделялся среди ребят поведением, манерами — совершенно не было в нём шика отличника. Рабочий день студента Коли Яненко начинался в семь часов утра и заканчивался в час ночи…

Был распределён в школу села Северное Томской области, но уже через два дня был мобилизован в действующую армию. Попал в 4-ю ударную армию и 22 октября 1942 года отправлен на Ленинградский фронт. С ноября 1942 года по май 1945 года в действующих частях на Волховском, Ленинградском, 2-м и 3-м Прибалтийском фронтах в качестве переводчика и рупориста — вёл голосовую антифашистскую агитацию солдат противника, располагаясь перед их боевыми порядками. 22 мая 1944 года удостоен медали «За отвагу» за мужество, проявленное в бою за деревню Погорелки. Ленинградский фронт учёный позднее называл своим третьим университетом.
В декабре 1945 года был демобилизован в звании лейтенанта, и в феврале 1946 года поступил в аспирантуру механико-математического факультета Московского государственного университета, (в этом же году умирает мать Н. Н. Яненко.), где становится учеником известного геометра П. К. Рашевского, с которым познакомился ещё в Томске во время учёбы в университете (П. К. Рашевский работал в вузах Томска во время Великой Отечественной войны) и активно переписывался в военные годы. Письма сохранялись в семье П. К. Рашевского и были затем переданы для изучения его вдовой Е. П. Рашевской.
Темой его исследований стала классическая проблема дифференциальной геометрии — проблема изгибания поверхностей в n-мерном евклидовом пространстве — введённая в научный оборот Эли Жозефом Картаном. До Н. Н. Яненко полноценно данный вопрос советскими учёными не рассматривался; также сферой его интереса являлись нелинейные дифференциальные уравнения. С 1948 года аспирант начинает работать в группе выдающегося учёного академика Андрея Николаевича Тихонова в отделении прикладной математики АН СССР. Группа занималась вопросами газодинамики, решая, в том числе, оборонные задачи: расчёты первой советской водородной бомбы (РДС-6с). Позднее (в 1953) Н. Н. Яненко был удостоен за их разрешение Сталинской премии третьей степени. В 1949 году защитил кандидатскую — «О некоторых необходимых признаках изгибаемых поверхностей в n-мерном эвклидовом пространстве», в 1954 году — докторскую диссертацию — «К теории вложения римановых метрик в многомерном эвклидовом пространстве». Наиболее полно результаты последней были опубликованы в третьем томе «Трудов Московского математического общества». В 1948—1953 — младший, а затем старший научный сотрудник Геофизической комплексной экспедиции Геофизического института Академии наук СССР, в июле 1953 — октябре 1955 — старший научный сотрудник и одновременно учёный секретарь отделения прикладной математики Математического института АН СССР. Проведённые им исследования асимптотических свойств и приближённых решений обобщённой модели Томаса — Ферми были фактически первыми в мире и легли в основу построения интерполяционных формул уравнения состояния вещества в широком диапазоне давления и температур. В это время создал семью, жена — выпускница Томского университета Ирина Константиновна, дочери — Наталья и Татьяна. Под жильё снимали дачу у известного астронома Дубошина.
С октября 1955 года по ноябрь 1963 года руководил в качестве начальника математического отделения создаваемого на Урале НИИ-1011 (затем ВНИИП, Челябинск-50, 70 и ныне — РФЯЦ-ВНИИТФ им. Е. И. Забабахина) научным коллективом, занятым решением прикладных научно-технических задач. Им были, в частности, проведены аналитические исследования нелинейных систем уравнений с частными производными. Созданный им метод нахождения точных решений нелинейных уравнений (метод дифференциальных связей) получил широкое признание. На его основе был найден целый ряд новых точных решений уравнений газовой динамики.
С ноября 1963 года работал заведующим лабораторией, заведующим отделом численных методов механики сплошной среды Вычислительного Центра Сибирского отделения Академии наук СССР. Удостоен в 1963 году звания профессора НГУ. Разработанные Н. Н. Яненко совместно с его учениками алгоритмы, использующие методы расщепления, легли в основу цикла программ для расчёта задач государственной важности. В 1966 году учёный организовал в Новосибирском государственном университете кафедру вычислительных методов механики сплошных сред.
В 1967 году выходит одна из ключевых его монографий, работа над которой была начата ещё в 1957 году — «Метод дробных шагов решения многомерных задач математической физики». Вскоре она была переведена на английский, французский и немецкий языки.
В 1966 году избран членом-корреспондентом АН СССР, а в 1970 году — действительным членом АН СССР по отделению механики и процессов управления. В 1972 получает государственную премию СССР за выполнение специального задания правительства. В мае 1975 года ему присуждена именная медаль Коллеж де Франс. С 1977 года — иностранный член Американского института по аэронавтике и астронавтике. В 1976—1984 годах — директор Института теоретической и прикладной механики СО АН СССР. В этот период (в 1976 году) создаёт в Новосибирском государственном университете кафедру физической кинетики, что стало продолжением работы в области изучения неравновесных процессов в механике сплошных сред. Член Президиума Сибирского отделения АН СССР с 1980 года. Активно развивал в этот период новое направление в математической технологии — пакетную тематику, вопросами которой увлёкся ещё в конце 1960-х годов. Он разработал основные принципы модульного анализа задач математической физики и механики сплошной среды, дал первые определения модуля и пакета прикладных программ, провёл их классификацию. Одним из первых Н. Н. Яненко понял огромную роль распараллеливания вычислений в разработке путей резкого увеличения производительности ЭВМ, создания ЭВМ со сверхвысокой производительностью. Он показал наличие тесной взаимосвязи между структурой алгоритмов решения задач механики сплошной среды и собственной структурой вычислительной машины, и дал ряд способов выделения таких структур.
Умер Н. Н. Яненко 16 января 1984 года в результате медицинской ошибки (медсестра ввела ему в вену воздух и возникла воздушная эмболия), похоронен на Южном (Чербузинском) кладбище Новосибирска.
В 1985 году посмертно удостоен звания лауреата Государственной премии за монографию «Системы квазилинейных уравнений и их приложения к газовой динамике» (совместно с Б. Л. Рождественским; 1-е издание — 1968, 2-е издание — 1978).
Жена — Ирина Константиновна (1922—2016), в браке родились дочери Наталья и Татьяна.

## Память
- В память о Герое Социалистического Труда Николае Николаевиче Яненко проведено несколько международных форумов в Москве и Новосибирске[15].
- В Снежинске на доме, где он жил, и в Новосибирске на зданиях Института теоретической и прикладной механики им. С. А. Христиановича СО РАН и Института вычислительной математики и математической геофизики СО РАН (бывший ВЦ СО АН СССР), где он работал,  установлены мемориальные доски.
- Учреждена премия имени академика Н. Н. Яненко для молодых учёных Сибирского отделения Российской академии наук.
- На механико-математическом факультете Новосибирского государственного университета в 2004 году при участии фонда поддержки ММФ НГУ и ООО «Алекта» (генеральный директор А. Е. Жижин) учреждена стипендия имени академика Н. Н. Яненко[16].

## Награды
- За большие заслуги в развитии математики и механики, подготовке научных кадров и в связи с шестидесятилетием Указом Президиума Верховного Совета СССР от 21 мая 1981 года академику, директору Института теоретической и прикладной механики СО АН СССР Николаю Николаевичу Яненко присвоено звание Героя Социалистического Труда.
- Награждён боевыми наградами: орденом Красной Звезды, медалями «За отвагу», «За оборону Ленинграда», «За победу над Германией в Великой Отечественной войне 1941—1945 гг.».
- Заслуги учёного отмечены также тремя орденами Трудового Красного Знамени, орденами Ленина и Октябрьской Революции, а также медалями.
- Трижды лауреат Государственной премии СССР (1953, 1972, 1985 — посмертно)[17].

## Педагогическая деятельность Н. Н. Яненко
Начало педагогической деятельности Н. Н. Яненко относится ещё ко времени его учёбы в аспирантуре механико-математического факультета МГУ. Вместе с аспирантом физического факультета МГУ А. А. Самарским он с 1948 года был занят в преподавательской работе на факультете, проводя семинары по уравнениям математической физики. Однако в дальнейшем он никогда не был штатным преподавателем отечественных и зарубежных ВУЗов.
Школа академика Яненко начинает формироваться в конце 1955 года, когда к нему с предложением возглавить новое математическое подразделение, занимающееся численными методами, обратились Д. Е. Васильев и К. И. Щёлкин. Согласившись, Н. Н. Яненко начал набирать перспективных студентов МГУ и ЛГУ. Активно помогал ему академик, заведующий кафедрой механико-математических наук С. Л. Соболев. Ядро нового отдела составили: Н. Н. Анучина, В. Ф. Куропатенко, В. Е. Неуважаев, Ю. Я. Погодин, В. А. Сучков, В. Е. Фролов. Одним из первых советских математических коллективов подразделение начало широко использовать в своей работе ЭВМ. Ключевым достижением группы Н. Н. Яненко явилась выработка метода дробных шагов, который более широко был освещён затем в отдельной монографии. Учениками «Снежинского» (1955—1963 годы) периода Н. Н. Яненко являлись также: Сучков Виктор Андреевич, Жилина Розетта Андреевна (впоследствии супруга В. А. Сучкова), Вантрусов Юрий Иванович, Легоньков Владимир Иванович, Зуев Алексей Иванович, Мустафин Камиль Ахмадиевич.
Прежде всего, педагогическая деятельность Н. Н. Яненко раскрывалась через систему созданных им семинаров разного уровня. Первым в 1964 году был создан постоянно действовавший семинар в Новосибирском государственном университете («Численные методы механики сплошной среды»), начавший работать вскоре после переезда учёного в Новосибирск. В 1960—1970-х годах формируется «кольцо» всесоюзных и всероссийских семинаров Н. Н. Яненко в которое вошли: всесоюзный семинар по аналитическим методам в газовой динамике (САМГАД-САМГОП), всесоюзный семинар по численным методам механики вязкой несжимаемой жидкости, всесоюзный семинар по комплексам программ математической физики (в дальнейшем — семинар по пакетам прикладных программ в задачах математической физики), всесоюзный семинар по численным решениям задач теории упругости и пластичности, всесоюзный семинар по численным методам решения задач многофазной несжимаемой жидкости, всесоюзная школа-семинар по моделям механики сплошной среды и всероссийский (позднее всесоюзный) семинар по механике реагирующих сред. Последний возникает в 1973 году по инициативе сотрудников сектора аеротермохимии НИИ прикладной математики и механики ТГУ. В советское время он проводился до 1991 года и, как и все указанные выше семинары, поддерживается учениками Н. Н. Яненко и сегодня; География семинаров и школ-семинаров была достаточно широкой: Новосибирск, Вильнюс, Кишинёв, Тбилиси, Караганда, Ташкент, Ужгород (всесоюзный семинар по численным решениям задач теории упругости и пластичности), Рига, Алма-Ата, Баку, Ташкент, Фрунзе, Москва (всесоюзный семинар по численным методам решения задач многофазной несжимаемой жидкости), Томск (школа-семинар по численным методам механики вязких жидкостей). Участники семинаров активно публиковались в качестве соавторов их организатора, что было принципиальной позицией академика Николая Николаевича Яненко. Ю. И. Шокин издал с Н. Н. Яненко 39 совместных публикаций, В. М. Фомин и В. М. Ковеня — 29 публикаций и 15 публикаций — Ю. А. Березин. Сегодня ключевым является семинар «Вычислительные и информационные технологии в науке, технике и образовании», который проводится совместно с Казахским Национальным университетом им. Аль-Фараби в различных городах Республики Казахстан. В научных центрах СО РАН под руководством ближайших сотрудников Николая Николаевича регулярно проводятся «Всероссийская конференция молодых учёных по математическому моделированию и информационным технологиям», конференции «Распределённые информационно-вычислительные ресурсы», «Современные методы математического моделирования природных и антропогенных катастроф» и др.
Кроме того, Н. Н. Яненко читал специальный курс лекций по численному анализу для учащихся ФМШ. В качестве его зарубежного признания следует отметить чтение лекций в Сорбонне и Кембридже.

## Основные работы[26][27]
- О некоторых необходимых признаках изгибаемых поверхностей в n-мерном эвклидовом пространстве: дис. … канд. физ.-мат. наук / Н.Н. Яненко — М.: Изд-во МГУ. — 1948. — 150 с.
- Геометрическая структура поверхностей малого типа / Н.Н. Яненко // Доклады АН СССР. — 1949. — Т.64, N 5. — С. 641—644. — Библиогр.: с.644.
- О некоторых необходимых критериях изгибаемости поверхностей в многомерном евклидовом пространстве / Н.Н. Яненко // Доклады АН СССР. — 1949. — Т.65, N 4. — С. 449—452. — Библиогр.: с.452.
- Яненко Н. Н. О некоторых проективно-инвариантных свойствах изгибаемых поверхностей многомерного евклидова пространства / Н.Н. Яненко // Доклады АН СССР. — 1950. — Т.72, N 6. — С. 1025—1028. — Библиогр.: с.1028.
- Структура изгибаемых поверхностей в многомерном евклидовом пространстве / Н.Н. Яненко // Доклады АН СССР. — 1950. — Т.72, N 5. — С. 857—859. — Библиогр.: с.859.
- О сходимости разностной схемы для одного интегродифференциального уравнения: отчёт / Н.Н. Яненко, А. Н. Тихонов ; АН СССР. Геофиз. Ин-т. — Б.м., 1951.
- Метрики класса 2 / Н.Н. Яненко // Доклады АН СССР. — 1952. — Т.83, N 5. — С. 667—669. — Библиогр.: с.669. То же: Яненко Н. Н. Избранные труды / Н.Н. Яненко — М.: Наука, 1991. — С. 15—17.
- Некоторые необходимые признаки изгибаемых поверхностей Vm в (m+q)-мерном евклидовом пространстве / Н.Н. Яненко // Труды семинара по векторному и тензорному анализу с их приложениями к геометрии, механике и физике / Моск. гос. ун-т им. М. В. Ломоносова. — М., Л., 1952. — Вып.9. — С. 236—287. — Библиогр.: с.287.
- О классе римановой метрики / Н.Н. Яненко // Доклады АН СССР. — 1952. — Т.83, N 4. — С. 523—536. — Библиогр.: с.536.
- О связи между метрическими и проективными свойствами поверхностей / Н.Н. Яненко // Доклады АН СССР. — 1952. — Т.82, N 5. — С. 685—688. — Библиогр.: с.688.
- Некоторые вопросы теории вложения римановых метрик в евклидовы пространства / Н.Н. Яненко // Успехи математических наук. — 1953. — Т.8, вып.1(53). — С. 21—100. — Библиогр.: с.100.
- К теории вложения римановых метрик в многомерное евклидово пространство: дис. … д-ра физ.-мат. наук / Н.Н. Яненко — М.: Изд-во МГУ, 1954.- 170 с.
- К теории вложения поверхностей в многомерном евклидовом пространстве / Н.Н. Яненко // Труды Московского математического общества. — 1954. — Т.3. — С. 89—180. — Библиогр.: с.180.
- О разрывах в решениях квазилинейных уравнений / Н.Н. Яненко // Успехи математических наук. — 1955. — Т.10, вып.2(64). — С. 195—202. — Библиогр.: с.202.
- Сведение системы квазилинейных уравнений к одному квазилинейному уравнению / Н.Н. Яненко // Успехи математических наук. — 1955. — Т.10, вып.3(65). — С. 174—178. — Библиогр.: с.178.
- О взаимодействии ударных волн с бегущими волнами / В. Я. Арсенин , Н. Н. Яненко  // Доклады АН СССР. — 1956. — Т.109, N 4. — С. 713—716.
- Асимптотические формулы для функционалов решений уравнений Томаса-Ферми / Н.Н. Яненко // III Всесоюзный математический съезд (Москва, июнь-июль 1956 г.): труды. — М.,1956. — Т. 1. Секционные доклады. — C.226—227.
- Бегущие волны системы квазилинейных уравнений / Н.Н. Яненко // Доклады АН СССР. — 1956. — Т.109, N 1. — С. 44—47.
- К теории класса риманова пространства / Н.Н. Яненко // Семинар по векторному и тензорному анализу с их приложениями к геометрии, механике и физике: труды / Моск. гос. ун-т им. М. В. Ломоносова. — М.; Л., 1956. — Вып.10. — С. 139—191. — Библиогр.: с.191.
- Приближённые формулы для давления и внутренней энергии газа в обобщённой статистической модели атома Томаса-Ферми / Н.Н. Яненко // Доклады АН СССР. — 1956. — Т.109, N 5. — С. 916—918. — Библиогр.: с.918.
- Проблемы вложения римановых метрик в евклидовы пространства / Н.Н. Яненко // III Всесоюзный математический съезд (Москва, июнь-июль 1956 г.): труды. — М., 1956. — Т.1. Секционные доклады. — С. 177—178.
- Решение уравнений газовой динамики с вырожденным годографом (бегущие волны) / Н.Н. Яненко // III Всесоюзный математический съезд (Москва, июнь-июль 1956 г.): труды. — М., 1956. — Т.2. Краткое содержание обзорных и секционных докладов. — С. 160.
- О распространении разрывов в идеальных газах / В. Я. Арсенин , Н. Н. Яненко // Сборник научных работ кафедры математики / Моск. инж.-физ. ин-т. — М., 1958. — С. 20—79. — Библиогр.: с.79.
- О бегущих волнах уравнений газовой динамики / Ю. Я. Погодин, В. А. Сучков,  Н. Н. Яненко // Доклады АН СССР. — 1958. — Т.119, N 3. — С. 443—445. — Библиогр.: с.445.
- О бегущих волнах уравнений газовой динамики / Ю. Я. Погодин, В. А. Сучков,  Н. Н. Яненко // Прикладная математика и механика. — 1958. — Т.22, N 2. — С. 188—196. — Библиогр.: с.196.
- К вопросу о нестационарных плоских течениях политропного газа с прямолинейными характеристиками / А. Ф. Сидоров, Н. Н. Яненко  // Доклады АН СССР. — 1958. — Т. 123, N 5. — С. 832—834.
- Асимптотические и приближённые формулы для давления и внутренней энергии вещества в обобщённой модели атома Томаса-Ферми / Н. Н. Яненко // Сборник научных работ кафедры математики / Моск. инж.-физ. ин-т. — М., 1958. — С. 144—195. — Библиогр.: с.195. То же: Яненко Н. Н. Избранные труды / Н. Н. Яненко — М.: Наука, 1991. — С. 317—352.
- Неустановившиеся плоские течения политропного газа с прямолинейными образующими / А. Ф. Сидоров, Н. Н. Яненко // Известия вузов. Сер. Математика. — 1959. — N 1(8). — С. 187—198. — Библиогр.: с.198.
- Неявные схемы расщепления для гиперболических уравнений и систем / Н. Н. Яненко, Н. Н. Анучина // Доклады АН СССР. — 1959. — Т.128, N 6. — С. 1103—1105. — Библиогр.: с.1105.
- О разностном решении уравнения теплопроводности в криволинейных координатах / Н. Н. Яненко, В. А. Сучков, Ю. А. Погодин // Доклады АН СССР. — 1959. — Т.128, N 5. — С. 903—905. — Библиогр.: с.905.
- О разрывах в решениях квазилинейных уравнений / Н.Н. Яненко // III Всесоюзный математический съезд (Москва, июнь-июль 1956 г.): труды. — М., 1959. — Т.4. Краткое содержание секционных докладов. Доклады иностранных учёных. — С. 42—43.
- О сведении системы квазилинейных уравнений к одному квазилинейному уравнению / Н.Н. Яненко // III Всесоюзный математический съезд (Москва, июнь-июль 1956 г.): труды. — М., 1959. — Т.4. Краткое содержание секционных докладов. Доклады иностранных учёных. — С. 43.
- Об одном разностном методе счёта многомерного уравнения теплопроводности / Н.Н. Яненко // Доклады АН СССР. — 1959. — Т.125, N 6. — С. 1207—1210. — Библиогр.: с.1210. То же: Яненко Н. Н. Избранные труды / Н.Н. Яненко — М.: Наука, 1991. — С. 78—80.
- Об экономичных неявных схемах (метод дробных шагов) / Н.Н. Яненко // Доклады АН СССР. — 1960. — Т.134, N 5. — С. 1034—1036. — Библиогр.: с.1036.
- О реализации на электронно-вычислительных машинах алгебраическо-дифференциальных алгоритмов / В. А. Шурыгин, Н.Н. Яненко // Проблемы кибернетики. — 1961. — Вып.6. — С. 33—43. — Библиогр.: с. 43. То же: Яненко Н. Н. Избранные труды / Н.Н. Яненко — М.: Наука, 1991. — С. 47—55.
- О инвариантных дифференциальных связях для гиперболических систем квазилинейных уравнений / Н.Н. Яненко // Известия вузов. Сер. Математика. — 1961. — N 3(22). — С. 185—194. — Библиогр.: с. 194.
- О неявных разностных методах счёта многомерного уравнения теплопроводности / Н.Н. Яненко // Известия вузов. Сер. Математика. — 1961. — N 4(23). — С. 148—157. — Библиогр.: с.157.
- О сходимости разностных схем для уравнения теплопроводности с переменными коэффициентами / Н.Н. Яненко, Ю. Е. Бояринцев // Доклады АН СССР. — 1961. — Т.139, N 6. — С. 1322—1324. — Библиогр.: с.1324.
- О сходимости метода расщепления для уравнения теплопроводности с переменными коэффициентами / Н.Н. Яненко // Журнал вычислительной математики и математической физики (ЖВМиМФ). — 1962. — Вып.5. — С. 933—937. — Библиогр.: с.937.
- О сходимости метода расщепления для уравнения теплопроводности с переменными коэффициентами / Н.Н. Яненко // ЖВМиМФ. — 1962. — Вып.5. — С. 933—937. — Библиогр.: с.937.
- Марчук Г. И. Решение многомерного кинетического уравнения методом расщепления / Г. И. Марчук, Н. Н. Яненко // Доклады АН СССР. — 1964. — Т.157, N 6. — С. 1291—1292. — Библиогр.: с.1292.
- Некоторые вопросы теории сходимости разностных схем с постоянными и переменными коэффициентами / Н.Н. Яненко // IV Всесоюзный математический съезд (Ленинград, 3-12 июля 1961 г.): труды. — Л., 1964. — Т.2. Секционные доклады. — С. 513—621. — Библиогр.: с.620—621.
- О слабой аппроксимации систем дифференциальных уравнений / Н.Н. Яненко // III Сибирская конференция по математике и механике (Томск, 8-13 сент. 1964 г.): доклады. — Томск, 1964. — С. 21—24.
- О слабой аппроксимации систем дифференциальных уравнений / Н.Н. Яненко // Сибирский математический журнал. — 1964. — Т.5, N 6. — С. 1431—1434.
- Теория совместности и методы интегрирования систем нелинейных уравнений в частных производных / Н.Н. Яненко // IV Всесоюзный математический съезд (Ленинград, 3-12 июля 1961 г.): труды. — Л., 1964. — Т.2. Секционные доклады. — С. 247—252. — Библиогр.: с. 251—252. То же: Яненко Н. Н. Избранные труды / Н.Н. Яненко — М.: Наука, 1991. — С. 27—32.

### Монографии и учебные пособия
- Введение в теорию разностных схем уравнений математической физики: Курс лекций на физ.-мат. фак. Урал. гос. ун-та / Н.Н. Яненко — Б.м.: Б.п., 1958. — 150 с.
- Метод дробных шагов решения многомерных задач математической физики: лекции для студентов НГУ / Н.Н. Яненко; Новосиб. гос. ун-т. — Новосибирск: Б.и., 1966. — 255 с.
- Метод дробных шагов решения многомерных задач математической физики / Н.Н. Яненко; АН СССР. Сиб. отд-ние, ВЦ. — Новосибирск: Наука. Сиб. отд-ние, 1967. — 197 с. — Библиогр.: с.189—193.
- Введение в разностные методы математической физики: лекции для студентов НГУ. Ч.1. / Н.Н. Яненко; Новосиб. гос. ун-т. — Новосибирск: Б.и., 1968. — 192 с.
- Введение в разностные методы математической физики: Лекции для студентов НГУ. Ч. 2. / Н.Н. Яненко; Новосиб. гос. ун-т. — Новосибирск: Б.и., 1968. — С. 197—385. — Библиогр: с.379—385.
- Расчёт характеристик ламинарного пограничного слоя на телах вращения / Алексеева Т. В., Громов В. П., Дмитриева А. Ф., Колобов Б. П., Кузнецов Б. Г., Семёнов Б. Н., Яненко Н. Н. — Новосибирск: Наука. Сиб. отд-ние, 1968. — 219 с.
- Рождественский Б. Л. Системы квазилинейных уравнений и их приложения к газовой динамике / Б. Л. Рождественский, Н. Н. Яненко — М.: Наука, 1968. — 592 с. — Библиогр.: с.585—592.
- Yanenko N.N. Methode a pas fractionnaires: Resolutions de problemes polydimensionnels de physique mathematique / Yanenko N.N. — Paris: Librairie Armand Colin, 1968. — 205 p.
- Yanenko N.N. Die Zwischenschrittmethode zur Losung mehrdimensionaler Probleme der mathematischen Physik / Yanenko N.N. — Berlin etc.: Springer-Verl., 1969. — 194 p. — (Lecture Notes in Mathematics; Vol.91). — Bibliogr.: p. 184—192.
- Yanenko N.N. The method of fractional steps (The solution of problems of mathematical physics in several variables) / Yanenko N.N.; Engl. transl. ed. by M.Holt. — Berlin etc.: Springer-Verl., 1971. — 156 р.
- Введение в математический анализ. Ч.1. / Яненко Н. Н., Шокин Ю. И. — Новосибирск: Изд-во НГУ, 1972. — 331 с. — Библиогр. в конце гл.
- Введение в математический анализ. Ч.2. (гл.6, 7) / Яненко Н. Н., Шокин Ю. И. — Новосибирск: Изд-во НГУ, 1974. — 181 с. — Библиогр. в конце гл.
- Системы квазилинейных уравнений и их приложения к газовой динамике / Рождественский Б. Л., Яненко Н. Н. — 2-е изд., перераб. и доп. — М.: Наука, 1978. — 687 с. — Библиогр.: с.672—687.
- Сверхзвуковые двухфазные течения в условиях скоростной неравновесности частиц / Яненко Н. Н., Солоухин Р. И., Папырин А. Н., Фомин В. М.; отв. ред. В. Е. Накоряков. — Новосибирск: Наука. Сиб. отд-ние, 1980. — 159 с. — Библиогр.: с.158.
- Численный анализ. Теория приближения функций: Учеб. пособие / Яненко Н. Н., Шокин Ю. И.; Новосиб. гос. ун-т. — Новосибирск: Б.и., 1980. — 83 с. — Библиогр.: с.81.
- Метод расщепления в задачах газовой динамики / Ковеня В. М., Яненко Н. Н.; отв. ред. Ю. И. Шокин. — Новосибирск: Наука. Сиб. отд-ние, 1981. — 304 с. — Библиогр.: с.295—301.
- Нелинейные уравнения переменного типа / Ларькин Н. А., Новиков В. А., Яненко Н. Н.; отв. ред. С. А. Тарсенов; Новосиб. гос. ун-т. — Новосибирск: Наука. Сиб. отд-ние, 1983. — 269 с. — Библиогр.: с.260—269.
- Rozdestvenskii B.L. Systems of quasilinear equations and their applications to gas dynamics / Rozdestvenskii B.L., Yanenko N.N. — Providence-Rhode Island: S.n., 1983. — 676 p. — (American Mathematical Society. Translations of Mathematical Monographs; Vol.55).
- Метод дифференциальных связей и его приложения в газовой динамике / Сидоров А. Ф., Шапеев В. П., Яненко Н. Н.; отв. ред. С. В. Мелешко. — Новосибирск: Наука. Сиб. отд-ние, 1984. — 272 с. — Библиогр.: с.263—270.
- Методы локализации особенностей при численном решении задач газодинамики / Ворожцов Е. В., Яненко Н. Н.; отв. ред. В. А. Новиков; АН СССР. Сиб. отд-ние, Ин-т теорет. и прикл. механики. — Новосибирск: Наука. Сиб. отд-ние, 1985. — 224 с. — Библиогр.: с.210—222.
- Метод дифференциального приближения. Применение к газовой динамике / Шокин Ю. И., Яненко Н. Н.; отв. ред. З. И. Федотова; АН СССР. Сиб. отд-ние, Ин-т теорет. и прикл. механики; ВЦ (Красноярск). — Новосибирск: Наука. Сиб. отд-ние, 1985. — 364 с. — Библиогр.: с.341—356.
- Методологические проблемы математической физики / Яненко Н. Н., Преображенский Н. Г., Разумовский О. С.; отв. ред. В. М. Фомин, А. Т. Москаленко; АН СССР. Сиб. отд-ние, Ин-т теорет. и прикл. механики; Ин-т истории, филологии и философии. — Новосибирск: Наука. Сиб. отд-ние, 1986. — 296 с. — Имен. указ.: с.291—295.
- Vorozhtsov E.V. Methods for the localization of singularities in numerical solutions of gas dynamics problems / Vorozhtsov E.V., Yanenko N.N.- N.-Y.: Springer, 1990. — 406 p.: ill. — Bibliogr.: p. 375—399.
- Яненко Н. Н. Избранные труды. Математика, механика / Н. Н. Яненко — М.: Наука, 1991. — 415 с. — Библиогр.: с. 395—409.